# احمد هاشمی
سید احمد مهدوی مرندی هاشمی (زادهٔ ۱۳۱۸ – درگذشتهٔ ۱۶ اردیبهشت ۱۳۷۲)، بازیگر، کارگردان، تهیه‌کننده، نویسنده و فیلمساز ایرانی بود.

## زندگی‌نامه
احمد هاشمی متولد ۱۳۱۸ تهران بود. او فارغ‌التحصیل رشتهٔ بازیگری از دانشکده هنرهای زیبای تهران بود. هاشمی فعالیت هنری خود را با بازی در فیلم پرستوها به لانه بازمی‌گردن به کارگردانی مجید محسنی آغاز کرد. وی مدت بیست سال در تلویزیون به کار فیلم‌سازی مشغول بود. او در دهمین دوره جشنواره فیلم فجر برای بازی در فیلم دادستان، کاندیدای سیمرغ بلورین بهترین بازیگر نقش مکمل مرد شد.

## درگذشت
هاشمی در ۱۶ اردیبهشت ۱۳۷۲ درگذشت و در گورستان ابن بابویه شهرری به خاک سپرده شد.

## فیلم‌شناسی
| کارگردان - قرق (۱۳۷۰) دستیار کارگردان - شیلات (۱۳۶۲) - بدنام (۱۳۵۰) | منشی صحنه - خاک و خون (۱۳۶۲) - شیلات (۱۳۶۲) طرح اولیه داستان - ترنج (۱۳۶۵) | نویسنده - قرق (۱۳۷۰) - تیغ آفتاب (۱۳۶۹) - مسافران مهتاب (۱۳۶۶) |

بازیگر
| - پادزهر (۱۳۷۲) - دو روی سکه (۱۳۷۱) - آخرین تلاش (۱۳۷۰) - دادستان (۱۳۷۰) - قرق (۱۳۷۰) - تیغ آفتاب (۱۳۶۹) - دستمزد (۱۳۶۸) - در مسیر تندباد (۱۳۶۷) | - روزهای انتظار (۱۳۶۵) - شیر سنگی (۱۳۶۵) - تشریفات (۱۳۶۴) - گردباد (۱۳۶۴) - مستند داستانی «تاریخ قشم» (۱۳۶۴) (در نقش «»آلبوکرک) - فرار (۱۳۶۳) - بازجویی یک جنایت (۱۳۶۲) - خاک و خون (۱۳۶۲) | - بلوچ (۱۳۵۱) - پخمه (۱۳۵۱) - خانواده سرکار غضنفر (۱۳۵۱) - بدنام (۱۳۵۰) - سه‌قاپ (۱۳۵۰) - فریاد (۱۳۵۰) |

| تهیه‌کننده - قرق (۱۳۷۰) امور مالی - بی‌قرار (۱۳۷۳) عکس - خاک و خون (۱۳۶۲) | طراح صحنه و لباس - فرار (۱۳۶۳) طراح صحنه - دستمزد (۱۳۶۸) - گل مریم (۱۳۶۶) - شیر سنگی (۱۳۶۵) - گردباد (۱۳۶۴) | طراح لباس - قرق (۱۳۷۰) - دستمزد (۱۳۶۸) - تشریفات (۱۳۶۴) - گردباد (۱۳۶۴) - خاک و خون (۱۳۶۲) - شیلات (۱۳۶۲) |